# Донское (Ставропольский край)
Донско́е — село в Ставропольском крае России, административный центр Труновского муниципального округа.

## География
Расстояние до краевого центра: 44 км.

## История
Основано в 1777 году на месте крепости Донская, входившей в Азово-Моздокскую военно-оборонительную линию.
В ордере, полученном астраханским генерал-губернатором И. В. Якоби от князя Потёмкина, предлагалось селение именовать «Донская». В 1777 году сюда перевели хопёрских казаков с Дона. При крепости с 1801 года поселили крестьян и работных людей из Орловской, Курской, Воронежской, Калужской, Рязанской, Харьковской, Черниговской губерний. В местном музее хранится сейф Хопёрского полка, чертёж плана крепости Донская.
В 1826 году станица Донская была переселена на границу Кавказской области, а на её месте в 1827 году образовалось село.
16-18 октября 1837 Николай I инспектировал территорию нынешнего Ставрополья. Путь его лежал через города Пятигорск и Георгиевск, станицу Александрийскую, села Сухая Падина, Александровское, Калиновское, Сергиевское, хутор Базовый, село Старомарьевское, город Ставрополь, села Верхнерусское, Московское, Донское, Безопасное, Преградное и Медвеженское (ныне Красногвардейское).
В 1839 году в селе насчитывалось более 1 тысячи человек. Жители Донского в большинстве исповедовали православную веру, но существовала и община старообрядцев. В 1800 году здесь начали строительство Михаило-Архангельской каменной церкви, которая была окончательно достроена в 1841 году (снесена в 1935). В 1869 году население составляло уже более 5 тысяч человек. Площадь села была около 48,07 тысяч га.
В 1864 году была построена мукомольная мельница с паровым двигателем.
В 1871 году Донская волость разделена на Донскую и Безопасненскую.
В 1872 году было основано Донско-Александровское одноклассное училище.
В 1893 году действовали церковно-приходская школа и училище Министерства просвещения.
В 1898 году при Донско-Александровском училище открыта библиотека, обслуживавшая около 180 человек в год.
Статья из ЭСБЕ (конец XIX века):
«Донское — село Ставропольской губернии и уезда, в 50 вер. от города, на реке Большой Егорлык; жителей 5776; еженедельные базары; фруктовые сады. В прежнее время было крепостью. В 35 вер. Донское солёное озеро, 4 вер. длины и 2 вер. ширины.»
В феврале 1902 г был открыт сберегательный банк.
В 1908 году заработала почтово-телеграфная контора. На средства сельского сообщества в 1902 году в Донском провели водопровод. По ходатайству Донского сельского общества в 1915 году открыли Народный дом. При нём имелась библиотека, где устраивались концерты, любительские спектакли.
В 1922 году в селе создано мелиоративное товарищество «Родник», в 1924 году — сельскохозяйственное товарищество «Егорлык» и мелиоративное товарищество «Донской Водопровод».
Начиная с первой половины 1920-х годов, село Донское являлось административным центром Донского сельсовета Московского района Ставропольского округа:280—281.
Согласно «Списку населённых мест Северо-Кавказского края» на 1925 год, село состояло из 1669 дворов, в которых проживало 9833 человека (4687 мужчин и 5146 женщин). В нём имелось 2 партийных организации, 4 начальных школы, 2 библиотеки. Кроме того, на территории Донского действовало 25 небольших предприятий, включая 10 кузниц, 7 мельниц и маслобойню:280—281.
По данным переписи 1926 года по Северо-Кавказскому краю, в селе Донском числилось 2145 хозяйств и 11255 жителей (5396 мужчин и 5859 женщин), из них 11107 — русские:268.
Во время Великой Отечественной войны село находилось в немецкой оккупации с 3 августа 1942 года по 21 января 1943 года.
19 января 1943 года село было освобождено от немецко-фашистских захватчиков.
В 1970 году был восстановлен Труновский район, административным центром которого с 1971 года стало село Донское:115.
В ходе реформы местного самоуправления было образовано муниципальное образование Донской сельсовет с центром в селе Донском.
До 16 марта 2020 года село было административным центром упразднённого Донского сельсовета.

## Население
| 1901    | 1903    | 1920    | 1925    | 1926    | 1979  | 1989    | 2002    | 2010    |
| ------- | ------- | ------- | ------- | ------- | ----- | ------- | ------- | ------- |
| 8387    | ↗9585   | ↗14 016 | ↘9833   | ↗11 255 | ↘9800 | ↗13 529 | ↗15 196 | ↘14 927 |
| 2014    | 2019    | 2020    | 2021    |         |       |         |         |         |
| ↘14 700 | ↘13 663 | ↘13 116 | ↗14 338 |         |       |         |         |         |

Гендерный состав
По итогам переписи населения 2010 года проживали 6885 мужчин (46,12 %) и 8042 женщины (53,88 %).
Национальный состав
По данным переписи 2002 года, 86 % населения — русские.
По итогам переписи населения 2010 года проживали следующие национальности (национальности менее 1 %, см. в сноске к строке "Другие"):
| Национальность | Численность | Процент |
| -------------- | ----------- | ------- |
| Русские        | 12 763      | 85,50   |
| Армяне         | 944         | 6,32    |
| Цыгане         | 162         | 1,09    |
| Другие         | 1058        | 7,09    |
| Итого          | 14 927      | 100,00  |

## Инфраструктура
- Дом культуры «Победа». Реконструирован и получил название в 2015 году[32]
- Межпоселенческая центральная библиотека[33]. Открыта 12 ноября 1915 года[34]
- Детская библиотека. Открыта 20 октября 1972 года[35]
- Историко-краеведческий музей[36]
- Спортивное объединение[37]
- Центральная районная больница. Открыта 1 февраля 1963 года как участковая больница[38]
- Правоегорлыкский обводнительно-оросительный канал. Введён в строй в конце 1950-х годов, что позволило доставлять воду для нужд сельчан.
- В начале 1960-х годов были построены многоквартирные жилые дома
- Дом быта
- Дом правосудия
- Установлено уличное освещение, заасфальтированы центральные улицы села
- В 1971 году к селу был подведён магистральный газопровод, село было полностью газифицировано
- В 1990-е годы было окончено строительство водопровода, проведена канализация
- Парковая зона отдыха
- Пожарная часть ПЧ-51[39]
- Два кладбища — закрытое (15800 м²) и открытое (146509 м²)[40]

## Образование
- Детский сад № 3 «Радуга»[41]
- Детский сад № 6 «Колосок»[42]
- Детский сад № 21 «Дюймовочка»[43]. Открыты 13 октября 1971 года[44]
- Детский сад № 28 «Ивушка»[45]
- Детский сад № 30 «Лесная сказка»[46]
- Основная общеобразовательная школа № 6[47]
- Гимназия № 7[48]
- Районная вечерняя (сменная) общеобразовательная школа[49]
- Детская музыкальная школа[50]. Открыта 20 мая 1971 года[51]
- Детская художественная школа[52]
- Детский оздоровительно-образовательный (профильный) центр «Колосок»[53]
- Детско-юношеская спортивная школа[54]
- Дом детского творчества[55]
- Станция юных натуралистов[56]
- Станция юных техников[57]

## Экономика
5 марта 1962 года образован совхоз «Труновский» (в настоящее время — ОАО «Труновское»)

## Русская православная церковь
- Церковь Троицы Живоначальной[59]

## Спорт
- Любительский футбольный клуб «Урожай». Выступает в Открытом первенстве Изобильненского района. До 2004 года участвовал в Чемпионате Ставропольского края.

## Люди, связанные с селом
- И. Я. Акинфиев (1851—1919) — учёный, педагог, общественный деятель
- Богачёв Иван Андреевич (16.06.1930), председатель колхоза «Терновский», Герой труда Ставрополья[34]
- Данилов Виктор Григорьевич (1938) — бывший руководитель совхоза «Правоегорлыкский», кавалер ордена Трудового Красного Знамени[60]
- А. В. Невдахин (1925—1945) — Герой Советского Союза, участник Великой Отечественной войны, рядовой
- В. И. Свиридов (1949—2009) — председатель местного колхоза

## Памятники
- Братская могила мирных жителей, расстрелянных фашистами. 1942—1943, 1975 года[61]. По другим данным мемориал «Вечная Слава» в парковой зоне села, 9 мая 1975 года в стелу мемориала были перезахоронены урны с прахом воинов, погибших в 1943 году во время освобождения села[34]
- Памятник В. И. Ленину. 1970 год[62]
- Памятный знак на месте прохождения почтового тракта Петербург-Тифлис. 1977 год[63]
- Памятный знак на западном углу земляного вала Донской крепости, заложенной в 1977 году 1977 год[64]